# Gastroblasta raffaelei
Gastroblasta raffaelei är en nässeldjursart som beskrevs av Lang 1886. Gastroblasta raffaelei ingår i släktet Gastroblasta och familjen Campanulariidae. Inga underarter finns listade i Catalogue of Life.